# 티호노프 정리
일반위상수학에서 티호노프 정리(Тихонов定理, 영어: Tychonoff’s theorem)는 임의의 수의 콤팩트 공간들의 곱공간이 콤팩트 공간이라는 정리다. 우리손 보조정리와 함께 일반위상수학에서 가장 중요한 결과 중 하나로 꼽힌다.

## 정의
티호노프 정리에 따르면, 콤팩트 공간들의 집합 {\displaystyle \{X_{i}\}_{i\in I}}의 곱공간
{\displaystyle \prod _{i\in I}X_{i}}
는 콤팩트 공간이다.
체르멜로-프렝켈 집합론의 공리들을 가정하면, 티호노프 정리는 선택 공리와 동치이다.

### 선택 공리와의 관계
체르멜로-프렝켈 집합론에서 다음 명제들 역시 서로 동치이다.
- 콤팩트 하우스도르프 공간들의 곱공간은 콤팩트 공간이다.
- 모든 필터는 극대 필터에 포함된다.
- 모든 그물은 극대 부분 그물을 가진다.
- 불 소 아이디얼 정리(BPI)

ZF+BPI는 ZF보다 강하고 ZFC보다 약한 이론이다. 티호노프 정리를 여러 종류의 공간에 제한시켰을 때 얼마나 강력한가는 집합론적 위상수학에서 활발히 연구되는 문제이다.

### 장소
장소에 대한 티호노프 정리는 선택 공리나 불 소 아이디얼 정리를 가정하지 않아도 성립한다.

## 증명
티호노프 정리는 여러 방법으로 증명할 수 있다. 물론 모든 증명은 선택 공리의 한 형태를 사용한다.

### 부분 기저를 통한 증명
알렉산더 부분 기저 정리를 알면 티호노프 정리가 필터나 그물의 개념 없이 쉽게 따라나온다. 알렉산더 부분 기저 정리에 따르면 부분 기저가 주어진 위상 공간이 콤팩트 공간일 필요충분조건은 부분 기저 속의 열린집합들로 구성된 모든 덮개가 유한 부분 덮개를 갖는 것이다. 하지만 알렉산더 부분 기저 정리 자체의 증명은 보통 필터를 사용한다.
곱공간 {\displaystyle \prod _{i\in I}X_{i}}는 표준적인 부분 기저
{\displaystyle {\mathcal {S}}=\{\pi _{i}^{-1}(U_{i})\colon i\in I,\;U_{i}\in \operatorname {Open} (X_{i})\}}
를 갖는다. 여기서
{\displaystyle \pi _{i}\colon \prod _{j\in I}X_{j}\to X_{i}}
는 곱공간에서 그 {\displaystyle i}번째 성분으로 가는 사영 함수이다.
이제, 이 부분 기저의 부분 집합 {\displaystyle {\mathcal {A}}\subseteq {\mathcal {S}}}가 {\displaystyle \prod _{i\in I}X_{i}}의 덮개를 이루는 유한 부분 집합을 갖지 않는다고 가정하자. 그렇다면 {\displaystyle {\mathcal {A}}}가 {\displaystyle \prod _{i\in I}X_{i}}의 덮개가 아님을 보이는 것으로 족하다. 임의의 {\displaystyle i\in I}에 대하여,
{\displaystyle {\mathcal {U}}_{i}=\{U_{i}\in \operatorname {Open} (X_{i})\colon \pi _{i}^{-1}(U_{i})\in {\mathcal {A}}\}}
의 모든 유한 부분 집합은 {\displaystyle X_{i}}의 덮개가 아니며, {\displaystyle X_{i}}가 콤팩트 공간이므로 {\displaystyle {\mathcal {U}}_{i}}는 {\displaystyle X_{i}}의 덮개가 아니다. 선택 공리에 따라
{\displaystyle \varnothing \subsetneq \prod _{i\in I}\left(X_{i}\setminus \bigcup {\mathcal {U}}_{i}\right)\subseteq \left(\prod _{i\in I}X_{i}\right)\setminus \left(\bigcup {\mathcal {A}}\right)}
이다. 즉, {\displaystyle {\mathcal {A}}}는 {\displaystyle \prod _{i\in I}X_{i}}의 덮개가 아니다.

### 극대 필터를 통한 증명
보다 현대적인 증명으로, 앙리 카르탕이 제시하고 부르바키가 발전시킨 필터의 수렴 이론을 사용하는 것이 있다. 어느 위상 공간이 콤팩트 공간임은 그 공간의 모든 극대 필터가 수렴함과 동치이다. 극대 필터에 연속 함수를 가한 필터는 다시 극대 필터이며, 특히 이 연속 함수는 곱공간에서 성분 공간으로 가는 사영으로 취할 수 있다. 마지막으로 곱공간 위의 필터가 수렴하는 것은 각 성분으로 사영한 필터들이 모두 수렴하는 것과 동치이다. 위 결과들로부터 티호노프 정리를 비교적 짧게 증명할 수 있다. 제임스 멍크레스의 위상수학 교과서에는 카르탕의 증명을 필터 이론의 용어를 사용하지 않도록 수정한 증명이 나와 있다.
곱공간 {\displaystyle \prod _{i\in I}X_{i}} 위의 임의의 극대 필터 {\displaystyle {\mathcal {F}}}가 수렴함을 보이는 것으로 족하다. 임의의 {\displaystyle i\in I}에 대하여,
{\displaystyle \pi _{i}({\mathcal {F}})={\uparrow \{\pi _{i}(F)\colon F\in {\mathcal {F}}\}}}
는 {\displaystyle X_{i}} 위의 극대 필터이며 ({\displaystyle \uparrow }는 상폐포), {\displaystyle X_{i}}가 콤팩트 공간이므로 이는 어떤 점 {\displaystyle x_{i}\in X_{i}}로 수렴한다. ({\displaystyle \pi _{i}({\mathcal {F}})}의 극한은 유일하지 않을 수 있으며, 각 {\displaystyle i\in I}에 대하여 하나의 극한 {\displaystyle x_{i}}를 취하는 것은 선택 공리를 필요로 한다.) 따라서 {\displaystyle {\mathcal {F}}}는
{\displaystyle x=(x_{i})_{i\in I}\in \prod _{i\in I}X_{i}}
로 수렴한다.

### 극대 그물을 통한 증명
필터와 그물의 대응 관계에 따라 극대 필터를 통한 증명을 그물의 언어로 번역할 수 있다.
임의의 극대 그물 {\displaystyle (x^{d})_{d\in D}\subseteq \prod _{i\in I}X_{i}}가 수렴함을 보이는 것으로 족하다. 임의의 {\displaystyle i\in I}에 대하여, {\displaystyle (x_{i}^{d})_{d\in D}}는 {\displaystyle X_{i}} 위의 극대 그물이며, {\displaystyle X_{i}}가 콤팩트 공간이므로 {\displaystyle x_{i}^{d}\to x_{i}}인 {\displaystyle x_{i}\in X_{i}}가 존재한다. (각 그물 {\displaystyle (x_{i}^{d})_{d\in D}}의 극한 {\displaystyle x_{i}}를 취하는 데에는 선택 공리가 필요하다.) 따라서 {\displaystyle x^{d}\to x}이다.

### 그물의 집적점을 통한 증명
다음은 폴 처노프가 1992년에 발표한 증명이다. 그물의 개념을 사용하지만 극대 그물은 사용하지 않는다. 이 증명은 먼저 그물의 부분 집적점(영어: partial cluster point)의 개념을 도입하여 극대 부분 집적점의 존재를 보인 뒤 이 극대 부분 집적점이 사실 그물의 집적점임을 보인다.
곱공간 {\displaystyle \prod _{i\in I}X_{i}} 위의 임의의 그물 {\displaystyle (x^{d})_{d\in D}}가 집적점을 가짐을 보이는 것으로 족하다. {\displaystyle S}가
{\displaystyle ((x_{i}^{d})_{i\in J})_{d\in D}}
{\displaystyle J\subseteq I}
꼴의 그물들의 집적점
{\displaystyle (x_{i})_{i\in J}\in \prod _{i\in J}X_{i}}
들의 집합이라고 하자. {\displaystyle S} 위에 다음과 같은 부분 순서를 줄 수 있다.
{\displaystyle (x_{i})_{i\in J}\leq (y_{i})_{i\in K}\iff J\subseteq K\land \forall i\in J\colon x_{i}=y_{i}}
임의의 사슬
{\displaystyle \{(x_{i})_{i\in J}\colon J\in {\mathcal {J}}\}\subseteq S}
에 대하여, {\displaystyle (x_{i})_{i\in \bigcup {\mathcal {J}}}\in S}이며, 이는 사슬의 상계를 이룬다. 초른 보조정리에 따라, {\displaystyle S}는 극대 원소 {\displaystyle (x_{i})_{i\in J}\in S}를 갖는다.
이제, {\displaystyle J=I}임을 보이면 충분하다. 귀류법을 사용하여, {\displaystyle k\in I\setminus J}라고 가정하자. {\displaystyle X_{k}}가 콤팩트 공간이므로 그물 {\displaystyle (x_{k}^{d})_{d\in D}}는 집적점 {\displaystyle x_{k}\in X_{k}}를 갖는다. 그렇다면 {\displaystyle (x_{i})_{i\in J\cup \{k\}}}는 {\displaystyle ((x_{i}^{d})_{i\in J\cup \{k\}})_{d\in D}}의 집적점이다. 따라서 {\displaystyle (x_{i})_{i\in J\cup \{k\}}\in S}이며 {\displaystyle (x_{i})_{i\in J\cup \{k\}}>(x_{i})_{i\in J}}이다. 즉, {\displaystyle (x_{i})_{i\in J}}는 극대 원소가 아니며, 이는 모순이다.

### 완비 집적점을 통한 증명
티호노프가 1930년에 발표한 증명은 완비 집적점의 개념과 초한 귀납법을 사용한다. 콤팩트 공간은 모든 무한 집합이 완비 집적점을 가지는 공간과 동치라는 사실을 사용한다.
정렬 정리에 따라, 편의상 어떤 순서수 {\displaystyle \alpha }에 대하여 {\displaystyle I}가 {\displaystyle \{\beta \colon \beta <\alpha \}} 꼴의 집합이라고 하자. 임의의 무한 집합 {\displaystyle A\subseteq \prod _{\beta <\alpha }X_{\beta }}가 완비 집적점을 가짐을 보이는 것으로 족하다. 임의의 {\displaystyle \beta <\alpha }에 대하여, 다음 조건을 만족시키는 {\displaystyle x_{\beta }\in X_{\beta }}를 찾으면 충분하다.
- 임의의 근방 {\displaystyle U\ni (x_{\gamma })_{\gamma \leq \beta }}에 대하여, {\displaystyle \left|A\cap \left(U\times \prod _{\beta <\gamma <\alpha }X_{\gamma }\right)\right|=|A|}

초한 귀납법에 따라, {\displaystyle \beta <\alpha }이며, {\displaystyle (x_{\gamma })_{\gamma <\beta }\in \prod _{\gamma <\beta }X_{\gamma }}가 위 조건을 만족시킬 때, 위 조건을 만족시키는 {\displaystyle x_{\beta }\in X_{\beta }}를 찾을 수 있음을 보이면 충분하다. 귀류법을 사용하여 임의의 {\displaystyle y\in X_{\beta }}에 대하여,
{\displaystyle \left|A\cap \left(\prod _{\gamma \in J(y)}U_{\gamma }(y)\times \prod _{J(y)\not \ni \gamma <\beta }X_{\gamma }\times V(y)\times \prod _{\beta <\gamma <\alpha }X_{\gamma }\right)\right|<|A|}
인 유한 집합 {\displaystyle J(y)\subseteq \{\gamma \colon \gamma <\beta \}} 및 근방
{\displaystyle U_{\gamma }(y)\ni x_{\gamma }\qquad (\gamma \in J(y))}
{\displaystyle V(y)\ni y}
가 존재한다고 가정하자. 그렇다면 {\displaystyle \{V(y)\colon y\in X_{\gamma }\}}는 유한 부분 덮개 {\displaystyle \{V(y_{1}),V(y_{2}),\dots ,V(y_{n})\}}를 갖는다.
{\displaystyle \gamma =\sup \bigcup _{i=1}^{n}J(y_{i})<\beta }
라고 하자. 그렇다면
{\displaystyle U=\bigcap _{i=1}^{n}\left(\prod _{\delta \in J(y_{i})}U_{\delta }(y_{i})\times \prod _{J(y_{i})\not \ni \delta <\beta }X_{\delta }\right)}
는 {\displaystyle (x_{\delta })_{\delta \leq \gamma }}의 근방이며
{\displaystyle \left|A\cap \left(U\times \prod _{\gamma <\delta <\alpha }X_{\delta }\right)\right|<|A|}
이다. 즉, {\displaystyle x_{\gamma }}는 위 조건을 만족시키지 않으며, 이는 모순이다.

### 티호노프 정리가 선택 공리를 함의함의 증명
1950년에 켈리는 체르멜로-프렝켈 집합론에서 티호노프 정리가 선택 공리를 함의함을 보였다. 즉 티호노프 정리는 모든 벡터 공간이 기저를 가진다는 명제처럼 선택 공리와 동치인 여러 기본적 명제 중 하나이다.
티호노프 정리를 사용해, 공집합이 아닌 집합들의 곱집합은 공집합이 아님을 보일 수 있다. 이 명제는 물론 선택 공리와 동치이다. 증명에서 가장 어려운 부분은 각 집합을 콤팩트하게 만드는 적당한 위상을 찾는 것인데, 여유한 위상을 약간 수정한 위상이 바로 그 역할을 한다. 티호노프 정리에 따라 곱공간도 콤팩트 공간이 되고, 유한 교차성을 이용하면 증명이 끝난다. 다음 증명은 존 리로이 켈리가 제시한 것이다.
{\displaystyle \{A_{i}\}}가 공아닌 집합들의 첨수집합족이라고 하자. 이때 각 {\displaystyle i}는 첨수집합 {\displaystyle I}에 속한다. 이 집합들의 곱이 공집합이 아님을 보이려고 한다. 각 {\displaystyle i}에 대해, 집합 {\displaystyle A_{i}}와 {\displaystyle \{i\}}의 분리합집합을 {\displaystyle X_{i}}라 하자. (이때 첨수를 적당히 바꿔서 {\displaystyle i}가 {\displaystyle A_{i}}의 원소가 아니게 할 수 있다. 그러면 단순히 {\displaystyle X_{i}=A_{i}\cup \{i\}}이라고 생각해도 된다.)
이제 곱집합 {\displaystyle X}를 다음과 같이 정의하고,
{\displaystyle X=\prod _{i\in I}X_{i}}
{\displaystyle X}의 각 원소를 그 {\displaystyle i}번째 성분에 대응시키는 정사영 {\displaystyle \pi _{i}}를 정의하자.
각 {\displaystyle X_{i}}에 위상을 주는데, {\displaystyle X_{i}}의 여유한 부분집합, 공집합, 그리고 한원소집합 {\displaystyle \{i\}}만이 열린집합이 되도록 한다. 그러면 {\displaystyle X_{i}}는 콤팩트하고, 티호노프 정리에 따라 {\displaystyle X}도 콤팩트하다. 정사영 {\displaystyle \pi _{i}}는 연속이고, {\displaystyle A_{i}}는 {\displaystyle \{i\}}의 여집합으로서 {\displaystyle X_{i}}에서 닫힌집합이므로, 역상 {\displaystyle \pi _{i}^{-1}(A_{i})}도 {\displaystyle X}에서 닫힌집합이다. 이때
{\displaystyle \prod _{i\in I}A_{i}=\bigcap _{i\in I}\pi _{i}^{-1}(A_{i})}
이다. 이제 각 역상이 공집합이 아니고 유한 교차성을 지님을 보인다. {\displaystyle i_{1},\cdots ,i_{N}}이 {\displaystyle I}에 속한 유한 개의 첨수라 하자. 그러면 유한 곱 {\displaystyle A_{i_{1}}\times \cdots \times A_{i_{N}}}은 공집합이 아니다. (유한 곱이므로 선택 공리는 불필요하다.) {\displaystyle a=(a_{1},\cdots ,a_{N})}가 이 곱집합의 원소라 하자. 이제 {\displaystyle a}를 전체 첨수집합으로 확장하여 함수 {\displaystyle f}를 다음과 같이 정의한다.
{\displaystyle f(j)={\begin{cases}a_{k}&{\text{if }}j=i_{k},\\j&{\text{otherwise.}}\end{cases}}}
(각 성분 공간에 한 점을 더한 이유가 바로 여기에 있다. {\displaystyle X_{j}}에서 점 {\displaystyle j}를 고르는 데는 선택 공리가 필요없으므로, {\displaystyle X}의 한 점 {\displaystyle f}를 선택 공리 없이 구성할 수 있는 것이다.) {\displaystyle \pi _{i_{k}}(f)=a_{k}}는 물론 {\displaystyle A_{i_{k}}}의 원소이므로, {\displaystyle f}는 각 역상에 모두 속한다. 따라서, 다음을 얻는다.
{\displaystyle \bigcap _{k=1}^{N}\pi _{i_{k}}^{-1}(A_{i_{k}})\neq \varnothing .}
콤팩트 공간 {\displaystyle X}의 닫힌 부분집합족 {\displaystyle \{\pi _{i}^{-1}(A_{i})\}_{i\in I}}이 유한 교차성을 지니므로, 그 교집합은 공집합이 아니다. 이것으로 증명이 끝난다.

## 응용
티호노프 정리는 다른 여러 정리의 증명에 쓰인다. 그 중에는 노름 공간의 쌍대 공간의 단위공이 약한-* 위상에서 콤팩트하다는 바나흐-앨러오글루 정리나, 함수열이 균등수렴하는 부분열을 가질 조건을 말하는 아르첼라-아스콜리 정리처럼 특정 공간의 콤팩트성에 관한 정리들이 있다. 또한 겉보기에 콤팩트성과 거리가 멀어 보이는 정리, 이를테면 모든 임계 그래프가 유한 그래프라는 더브라윈-에르되시 정리나 세포 자동자의 위상적 특징에 관한 커티스-헤들런드-린든 정리도 있다.
일반적으로, 단순한 대수적·대수위상적인 대상들을 가지고 콤팩트 공간을 구성할 때는 티호노프 정리가 쓰일 가능성이 크다. 예를 들어 가환 C* 대수의 극대 아이디얼들이 이루는 겔판트 공간, 불 대수의 극대 아이디얼들이 이루는 스톤 공간, 가환 바나흐 환의 베르코비치 스펙트럼 따위가 그렇다.

## 역사
1930년에 안드레이 티호노프가 닫힌 단위 구간의 곱에 대하여 증명하였다. 그 후 1935년에 티호노프는 정리가 일반적인 경우에도 성립하며 그 증명은 단위 구간의 경우와 똑같다고 적었다.

## 참고 문헌
- Chernoff, Paul R. (1992), “A simple proof of Tychonoff's theorem via nets”, 《American Mathematical Monthly》 99 (10): 932–934, doi:10.2307/2324485, JSTOR 2324485.
- Johnstone, Peter T. (1982), 《Stone spaces》, Cambridge Studies in Advanced Mathematics 3, New York: Cambridge University Press, ISBN 0-521-23893-5.
- Johnstone, Peter T. (1981), “Tychonoff's theorem without the axiom of choice”, 《Fundamenta Mathematicae》 113: 21–35, doi:10.4064/fm-113-1-21-35.
- Kelley, John L. (1950), “Convergence in topology”, 《Duke Mathematical Journal》 17 (3): 277–283, doi:10.1215/S0012-7094-50-01726-1.
- Kelley, John L. (1950), “The Tychonoff product theorem implies the axiom of choice”, 《Fundamenta Mathematicae》 37: 75–76, doi:10.4064/fm-37-1-75-76.
- Munkres, James R. (2000). 《Topology》 (영어) 2판. Prentice Hall. ISBN 978-0-13-181629-9. MR 0464128. Zbl 0951.54001.
- Tychonoff, Andrey N. (1930), “Über die topologische Erweiterung von Räumen”, 《Mathematische Annalen》 (독일어) 102 (1): 544–561, doi:10.1007/BF01782364.
- Wilansky, A. (1970), 《Topology for Analysis》, Ginn and Company
- Willard, Stephen (2004) [1970]. 《General Topology》. Dover Books on Mathematics Fir판. Mineola, N.Y.: Dover Publications. ISBN 978-0-486-43479-7. OCLC 115240.
- Wright, David G. (1994), “Tychonoff's theorem.”, 《Proc. Amer. Math. Soc.》 120 (3): 985–987, doi:10.1090/s0002-9939-1994-1170549-2.